# شيبان النحوي
أبو معاوية شيبان بن عبد الرحمن التميمي البصري النحوي المؤدب، سكن الكوفة فترة من الزمان، ثم انتقل إلى بغداد، وجالس علمائها وحدث بها عن الحسن البصري، وقتادة، ويحيى ابن أبي كثير.
وروى عن عبد الرحمن بن مهدي، ومعاذ بن معاذ العنبري، ويزيد بن هارون، والحسين بن محمد المروزي، والحسن بن موسى الأشيب، وعلي بن الجعد وغيرهم.
قال الإمام أحمد بن حنبل: (شيبان صاحب كتاب، وقد روى عنه الناس فحديثه صالح).
وقال أيضًا: (شيبان أثبت في حديث يحيى بن أبي كثير من الأوزاعي).
وقال يحيى بن معين: (شيبان ثقة وهو صاحب كتاب، رجل صالح).
قال محمد بن أحمد بن يعقوب : حدثنا جدي قال: (..وأما شيبان ابن عبد الرحمن فإنه صاحب حروف وقرآن، مشهور بذلك).
قال محمد بن سعد: كان شيبان النحوي ثقة في الحديث.

## وفاته
توفي أبو معاوية شيبان بن عبد الرحمن النحوي عام 164هـ/ 780م، في خلافة المهدي ببغداد، ودفن في مقبرة الخيزران.